# Pommersche Küche

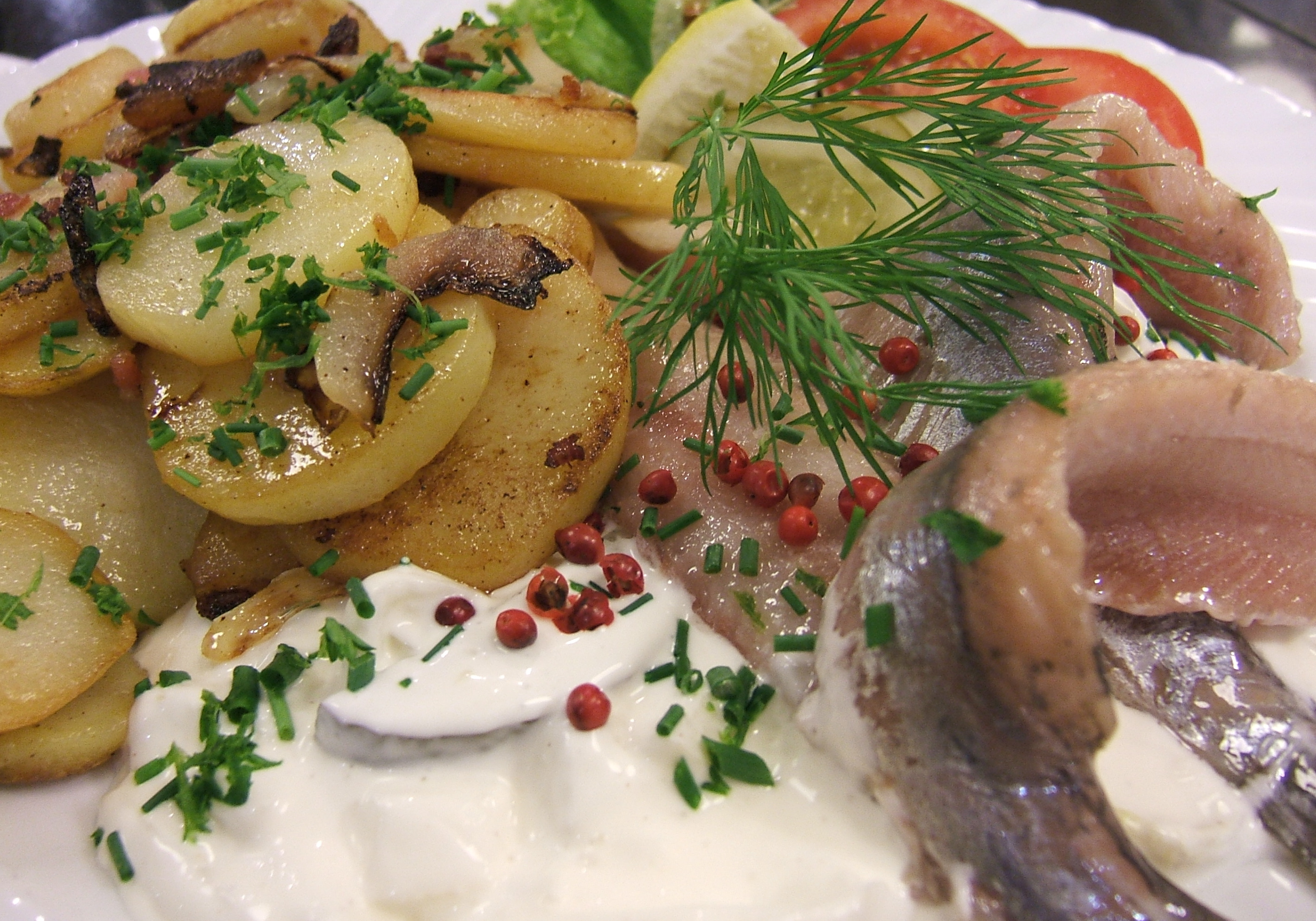
Die Pommersche Küche ist u. a. für ihr reichhaltiges Angebot an Fischgerichten bekannt, etwa den abgebildeten Sahnehering mit Zwiebeln und Bratkartoffeln, oder den aus Stralsund stammenden eingelegten Bismarckhering.

Unter dem Begriff Pommersche Küche werden die kulinarischen Zubereitungsmethoden verstanden, die für die Ernährungsgewohnheiten der Bevölkerung in der damaligen Provinz Pommern charakteristisch waren. Diese Küche war geprägt durch die von den pommerschen Landwirten angebauten Feldfrüchte, wie beispielsweise Wruken und Zuckerrüben, durch ihre Geflügelzucht, die die berühmt gewordene pommersche Gans hervorgebracht hat, durch den Reichtum an Fischen in der Ostsee, in den Flüssen und in den Binnengewässern der Pommerschen Seenplatte sowie durch das Angebot an Wild aus den pommerschen Wäldern. Die pommersche Küche gilt generell als eher deftig. Eine wichtige Rolle spielte die Kartoffel, die in dem pommerschen Boden besonders gut gedeiht. Davon zeugt bis heute die Existenz eines Kartoffelmuseums in Vorpommern.
Die pommerschen Bauern waren Selbstversorger, die Feldfrüchte bis zur nächsten Ernte einlagerten, Fleischprodukte in der Räucherkammer im eigenen Wohnhaus oder in Rauchhäusern, die in größeren Dörfern (wie etwa in dem Dorf Schlawin) privat betrieben wurden, haltbar machten. Obst, Gemüse, Schmalz und Gänseflomen wurden durch Einwecken in Einweckgläser haltbar gemacht. Sirup als Brotaufstrich wurde aus Zuckerrüben selbst hergestellt.
In der modernen Küche werden die ursprünglichen pommerschen Eigenarten häufig um neue Facetten ergänzt, alte Gerichte werden wiederentdeckt und mit aktuellen Rezepten kombiniert.

## Spezialitäten

### Getränke
- Grog

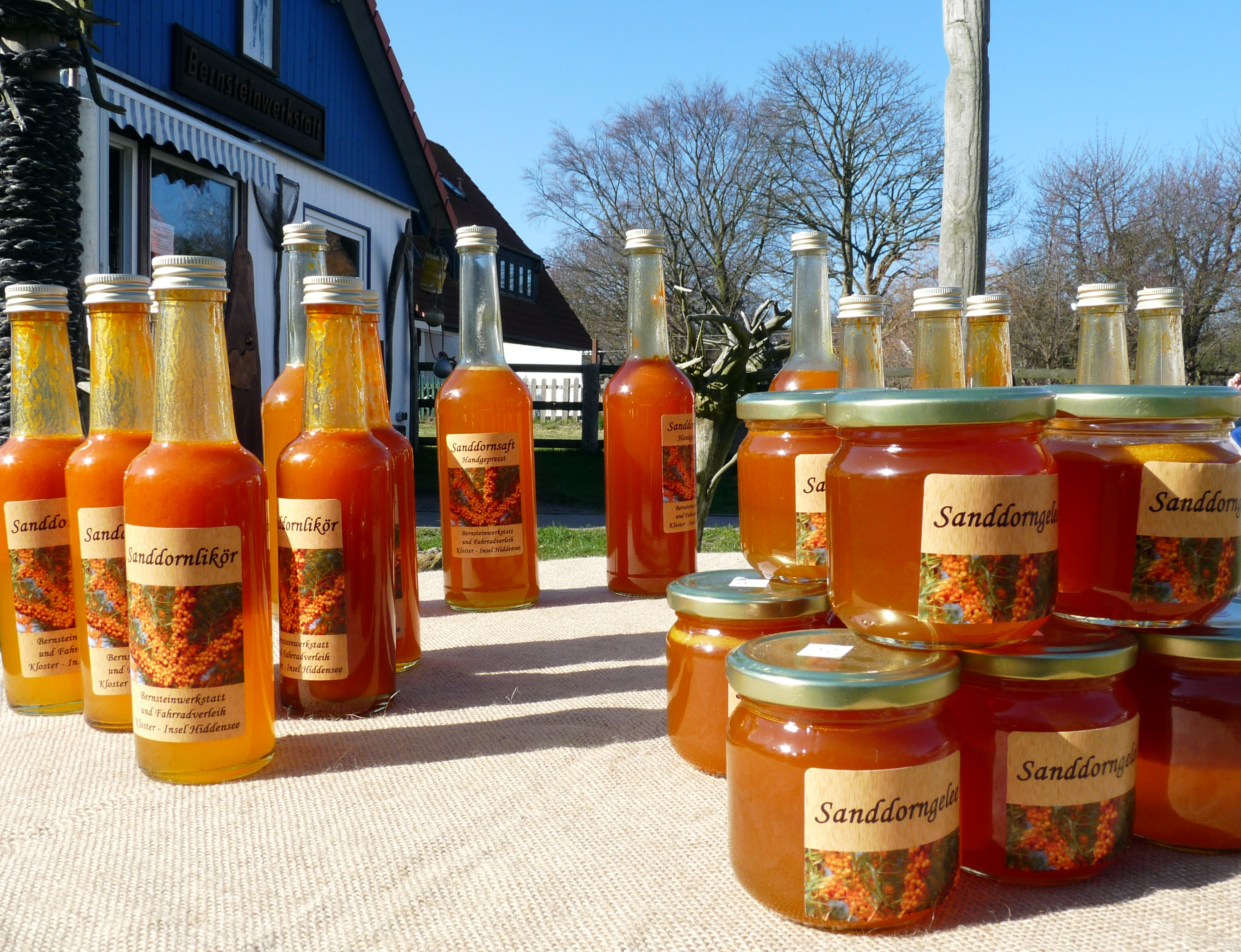
Sanddornbeeren werden in Vorpommern zu vielfältigen Produkten verarbeitet, neben Likör und Saft gibt es u. a. Konfitüre.

- Sanddorn: Fruchtwein, Likör, Sanddornsaft

### Suppen
- Gänseschwarzsauer
- Kliebensuppe
- Pommersche Entensuppe
- Klüten und Birnen

### Fleisch und Wurst
- Lungwurst
- Rauchwurst

### Fisch
- Bismarckhering (oft als Fischbrötchen serviert, v. a. in Stralsund)
- Danziger Hering
- Gebratener Räucheraal (Gebackener Spickaal)
- Gebratene Maischolle (Braden Maischull)

### Geflügel
- Gänsebraten pommerscher Art
- Gänsespickbrust
- Pommersche Gänsekeulen
- Pommerscher Kaviar (Gänseschmalzgericht)

### Eintöpfe, Gemüse und Kartoffelgerichte
- Birnen, Bohnen und Speck
- Buttermilchkartoffeln

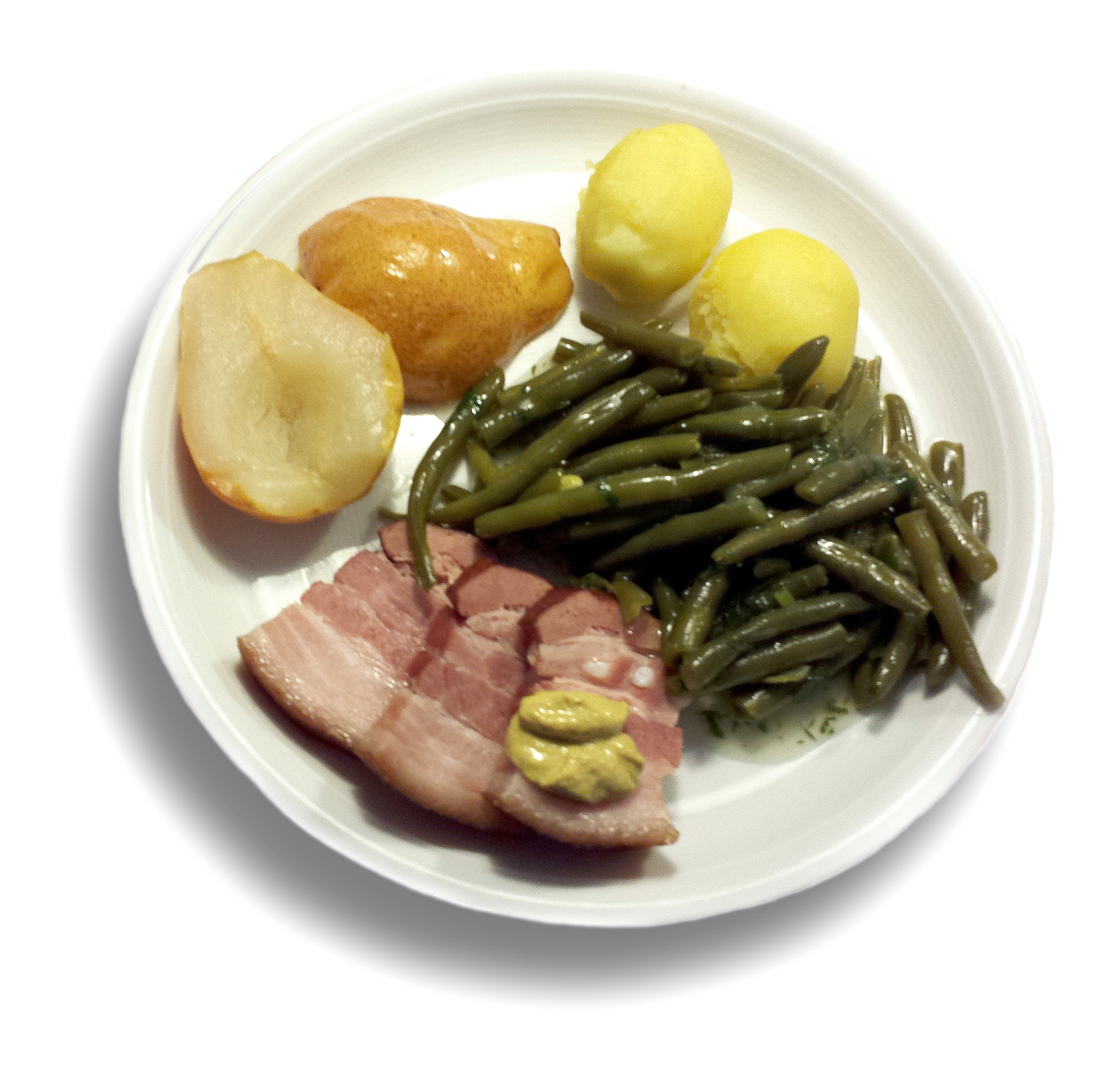
Birnen, Bohnen und Speck (auch „Grönen Heini“)

- Buttermilchsuppe mit Speck und Zwiebeln auf pommersche Art
- Erbsen-Möhren mit Sahne
- Fliederbeersuppe
- Pommersche Hefeplinsen
- Pommersche Klöße
- Pommersche Tollatschen
- Schmantkartoffeln
- Schwemmklöße
- Tüffel un Plum (Kartoffelsuppe mit Pflaumen und Speck)
- Wruken mit Gänseklein

### Nachtische
- Götterspeise
- Mandelkringel
- Rote Grütze (Rode Grütt)

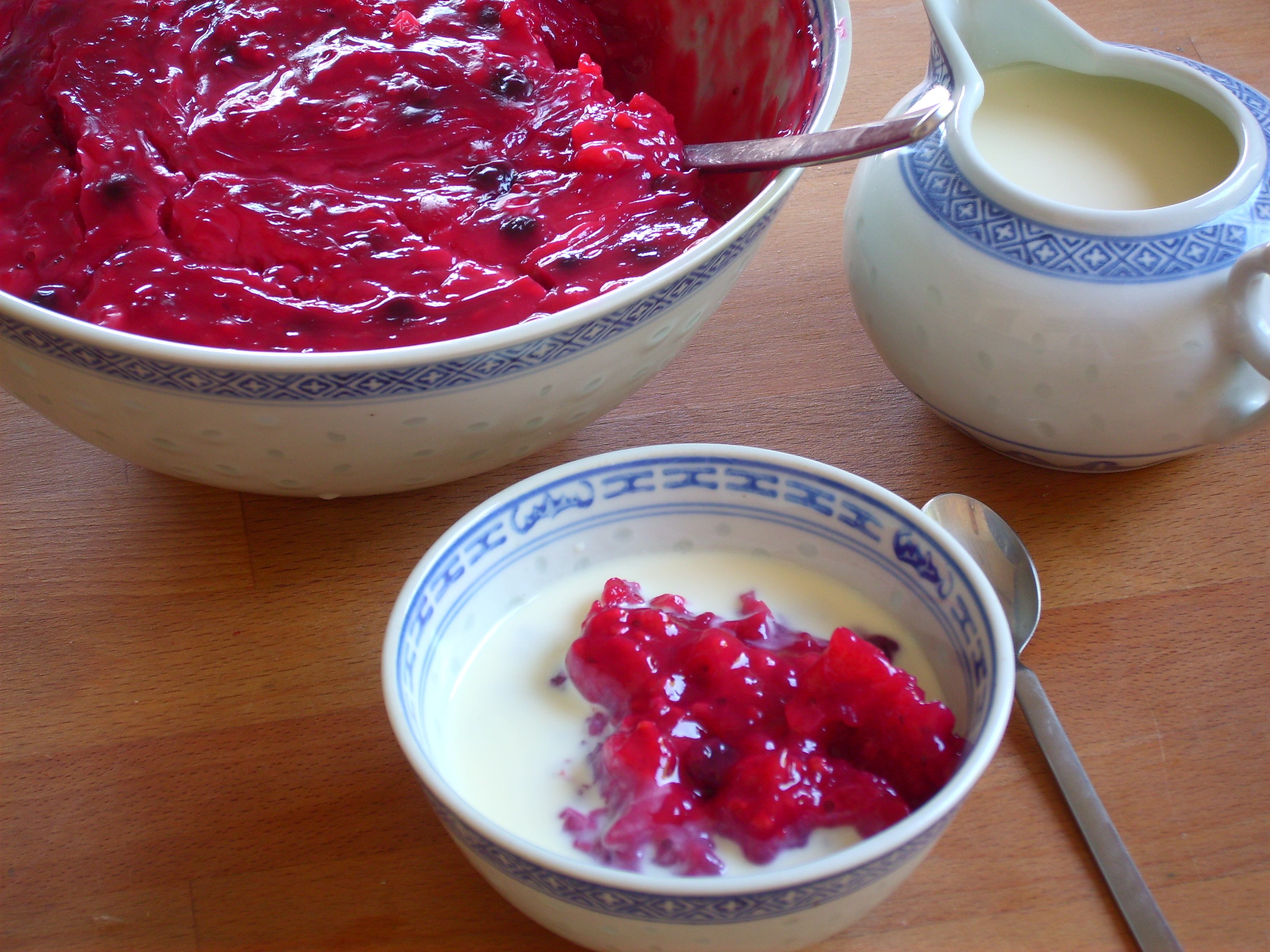
Rote Grütze mit Vanillesoße ist eine typische Nachspeise in Pommern.

- Sanddorntorte, -kuchen und -pudding
- Schmantpudding
- Schwedeneisbecher

### Brotbeläge und Brotaufstriche
- Gänseflomen
- Kloppschinken
- Pommersche Langwurst
- Rügenwalder Teewurst
- Topfleberwurst

### Weihnachtsspeisen
- Honigkuchen auf dem Blech
- Kleine pommersche Kuchen
- Pfefferkuchen
- Pommersche Honigbutterküchlein
- Pommersche Quarkbollerchen

## Spitzengastronomie
In Vorpommern gibt es im 21. Jahrhundert mehrere renommierte Restaurants, die mit Auszeichnungen versehen wurden.
So finden sich unter den Sterne-Restaurants, die im Restaurantführer Guide Michelin des Jahrgangs 2015 aufgeführt werden, das von Küchenchef Ralf Haug geführte Restaurant freustil im Hotel Vier Jahreszeiten Binz auf Rügen, André Münchs Restaurant im Gutshaus Stolpe in Stolpe an der Peene, das Restaurant Tom Wickboldt in Heringsdorf auf Usedom, sowie erstmals das Gourmet-Restaurant Scheel’s im Scheelehof in Stralsund, unter Leitung der Stralsunder Küchenchefs Björn Kapelke und Henri Zipperling.
Der kulinarische Führer Gault-Millau listet in seiner Ausgabe 2015 die von Küchenchef Peter Knobloch geleitete Knoblochs Kräuterküche in Göhren auf Rügen mit 16 von 20 möglichen Punkten, ebenso wie das Restaurant Freustil unter Ralf Haug in Binz. Mit 15 Punkten wurden zudem René Bobzin vom Restaurant Zur alten Post in Bansin auf Usedom und Tom Wickboldt vom gleichnamigen Restaurant im benachbarten Heringsdorf ausgezeichnet. Auch weitere Restaurantführer wie der Varta-Führer, Bertelsmann-Guide, Der Feinschmecker und der Schlemmer Atlas bescheinigen der Spitzengastronomie in Vorpommern eine hohe Qualität.